# Denizli (stad)
Denizli is de hoofdstad van de gelijknamige provincie Denizli in Turkije. De stad ligt in het zuidwestelijke deel van Klein-Azië, te midden van hoge bergen. In 2024 had de stad ruim 1.061.371 inwoners.
Er is een treinverbinding tussen Denizli en steden als İzmir, Istanboel en Ankara.
Al sinds de chalcolitische tijd was er een nederzetting bij Denizli. In 1710 en 1899 werd de stad verwoest door aardbevingen. De laatste decennia heeft de stad een sterke industriële groei doorgemaakt.
Het oude Laodicea lag noordelijk van de stad Denizli. Het wordt dan ook wel Denizli-Ladik genoemd: Ladik is afkomstig van Laodikaia (Laodicea). De stad lag op de handelsroute tussen het oosten en het westen.
Niet ver ten noorden van Denizli ligt een andere archeologische site: Hiërapolis, het tegenwoordige Pamukkale.
Bekend, en in de jaren 90 ook in West-Europa geïmporteerd, is het lokale langkraairas, de denizlikraaier. Dit ras geldt als symbool voor de stad en wordt door gesubsidieerde fokprogramma's ondersteund.

## Geboren
- Yavuz Özkan (1985), voetbaldoelman
- Alper Uçar (1985), kunstschaatser
- Recep Niyaz (1995), voetballer